# Tasha Voux
Tasha Voux (née 13 janvier 1958 à New York) est une actrice pornographique américaine ayant tourné dans plus de 180 films au cours des années 1980 et 1990.
En 2009, elle entre dans le AVN Hall of Fame.